# Poliske
Poliske (en ukrainien : Поліське ou en russe : Полесское) est une ville fantôme en Ukraine.